# محافظة تشيمبو
محافظة تشيمبو هي محافظة في بابوا غينيا الجديدة، بلغ عدد سكانها 376,473  نسمة، عاصمتها كوندياوا ‏، تبلغ مساحتها 6,134 كيلومتر مربع.

## الموقع
تشترك في الحدود مع:
- الخليج (بابوا غينيا الجديدة)
- Jiwaka Province [الإنجليزية]‏
- مقاطعة مادانغ  [لغات أخرى]‏
- مقاطعة هايلاند الشرقية  [لغات أخرى]‏
- محافظة هايلاند الجنوبية.